# Tiếng Teso
Ateso  (Teso) là một ngôn ngữ Nin-Sahara, được nói bởi người Iteso ở Uganda và Kenya. Nó là một trong các ngôn ngữ Teso–Turkana.
Theo điều tra dân số và nhà ở năm 2002 ở Uganda, hơn 1,57 triệu người (6,7% tổng dân số Uganda) ở Uganda nói tiếng Ateso. Ngoài ra, ước tính có khoảng 279.000 người ở Kenya sử dụng tiếng Ateso. Mã ngôn ngữ là TEO.
Tiếng Ateso xuất phát từ một khu vực được gọi Teso.